# Marzec 2012

## 27 marca
- Macky Sall zwyciężył w drugiej turze wyborów prezydenckich w Senegalu. (Wprost)

## 26 marca
- Doszło do starć na granicy Sudanu i Sudanu Południowego. (BBC World News)

## 21 marca
- W Mali doszło do zamachu stanu. (BBC News)

## 18 marca
- W wieku 63 lat zmarł Jerzy Tupou V,  król Tonga. (theaustralian.com.au)
- Joachim Gauck został wybrany przez Zgromadzenie Federalne na urząd Prezydenta Niemiec. (gazeta.pl)
- Marit Bjørgen  i Dario Cologna zwyciężyli w klasyfikacji generalnej Pucharu Świata w biegach narciarskich, a Anders Bardal w klasyfikacji generalnej Pucharu Świata w skokach narciarskich. (  onet.pl)

## 17 marca
- W wieku 88 lat zmarł Szenuda III, patriarcha Koptyjskiego Kościoła Ortodoksyjnego. (onet.pl)
- W wieku 91 lat zmarł Iwan Demianiuk, ukraiński zbrodniarz wojenny. (onet.pl)

## 16 marca
- Nicolae Timofti został wybrany przez parlament na urząd Prezydenta Mołdawii. (tvn24.pl)

- W wieku 86 lat zmarł Zygmunt Broniarek, polski publicysta, felietonista i dziennikarz. (Wp.pl)

## 13 marca
- W pobliżu miejscowości Sierre doszło do katastrofy belgijskiego autokaru. (BBC)

## 11 marca
- Zmarł Bogusław Mec, polski piosenkarz, artysta plastyk i kompozytor.
- Zakończyły się, rozgrywane w niemieckim Ruhpolding, 45. mistrzostwa świata w biathlonie. (SportoweFakty.pl)

- Zakończyły się, rozgrywane w Stambule, 14. halowe mistrzostwa świata w lekkoatletyce. (Polski Związek Lekkiej Atletyki)

## 9 marca
- Polscy himalaiści Adam Bielecki i Janusz Gołąb dokonali pierwszego zimowego wejścia na Gaszerbrum I (8068 m n.p.m.) (polskihimalaizmzimowy.pl)

## 4 marca
- Władimir Putin wynikiem 63,30% głosów zwyciężył w wyborach prezydenckich w Rosji.

## 3 marca
- W katastrofie kolejowej pod Szczekocinami zginęło 16 osób, a 57 zostało rannych (więcej informacji). (TVN24)